# Zlobice
Obec Zlobice se nachází 6 km od Kroměříže v okrese Kroměříž ve Zlínském kraji. Žije zde 594 obyvatel. Součástí obce je i vesnice Bojanovice.

## Název
Na vesnici bylo přeneseno původní pojmenování jejích obyvatel Zlobici odvozené od osobního jména Zloba a znamenající "Zlobovi lidé".

## Historie
Archeologické nálezy pravěkých nádob a bronzových předmětů prokazují, že území obce bylo obydleno už v období mladší doby kamenné, bronzové a železné. Při demolování selské usedlosti č. 34 byly nalezeny pravěké popelnice, kosti a železná sekerka. V části obce, která se přezdívá Hliník byla odkryta v hloubce zhruba 1 m nádoba lužické kultury.

## Obyvatelstvo

### Struktura
Vývoj počtu obyvatel za celou obec i za její jednotlivé části uvádí tabulka níže, ve které se zobrazuje i příslušnost jednotlivých částí k obci či následné odtržení.
| Místní části   | Místní části | 1869 | 1880 | 1890 | 1900 | 1910 | 1921 | 1930 | 1950 | 1961 | 1970 | 1980 | 1991 | 2001 | 2011 | 2018 |
| -------------- | ------------ | ---- | ---- | ---- | ---- | ---- | ---- | ---- | ---- | ---- | ---- | ---- | ---- | ---- | ---- | ---- |
| Počet obyvatel | část Zlobice | 648  | 674  | 727  | 812  | 856  | 817  | 857  | 674  | 716  | 702  | 678  | 604  | 587  | 615  | 629  |
| Počet domů     | část Zlobice | 123  | 126  | 130  | 135  | 140  | 144  | 169  | 192  | 181  | 179  | 184  | 203  | 206  | 211  | 233  |

## Pamětihodnosti
- Kostel svatého Cyrila a Metoděje
- Hasičská zbrojnice se sochou sv. Floriána ve stěně nad dveřmi

## Galerie

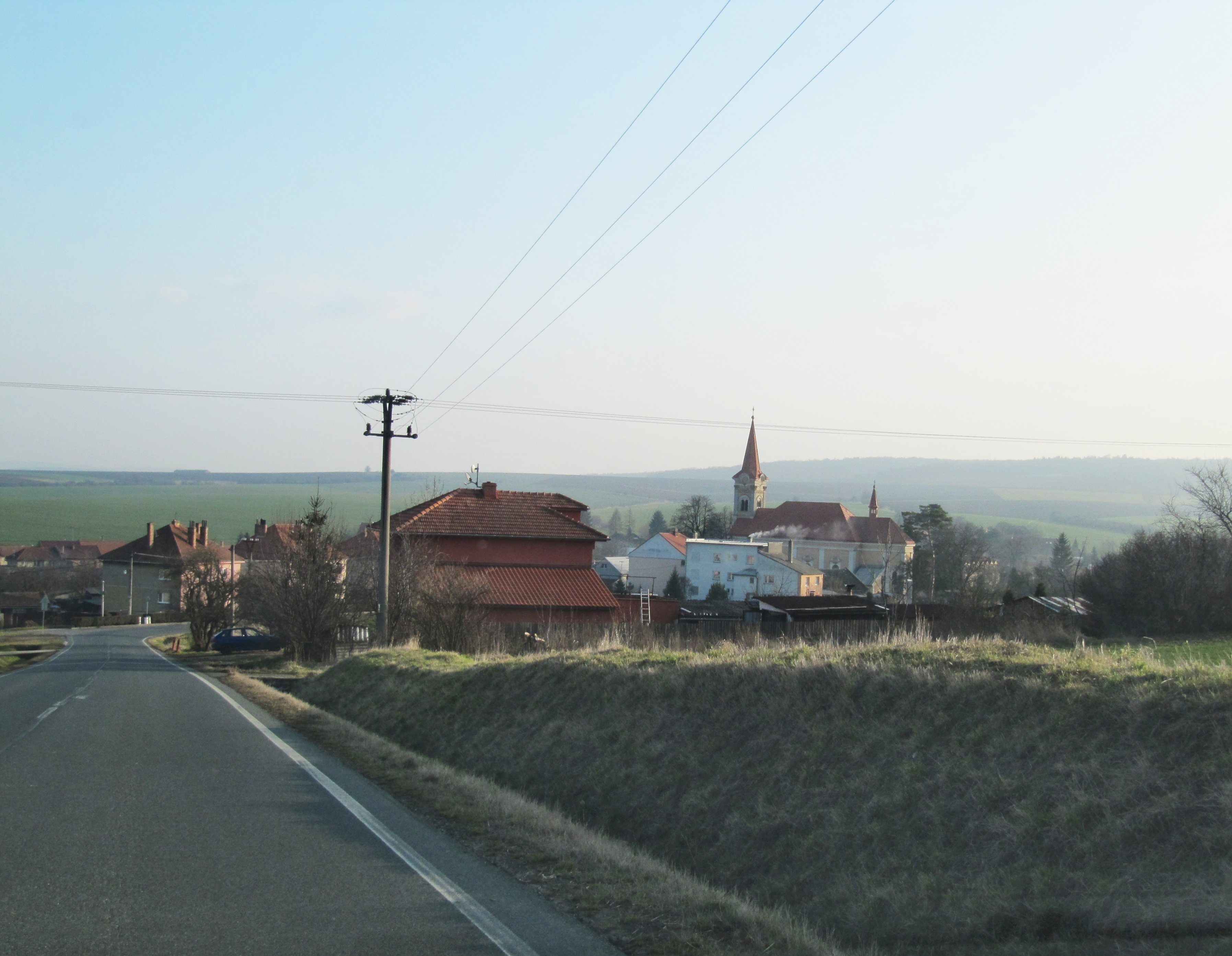
Celkový pohled
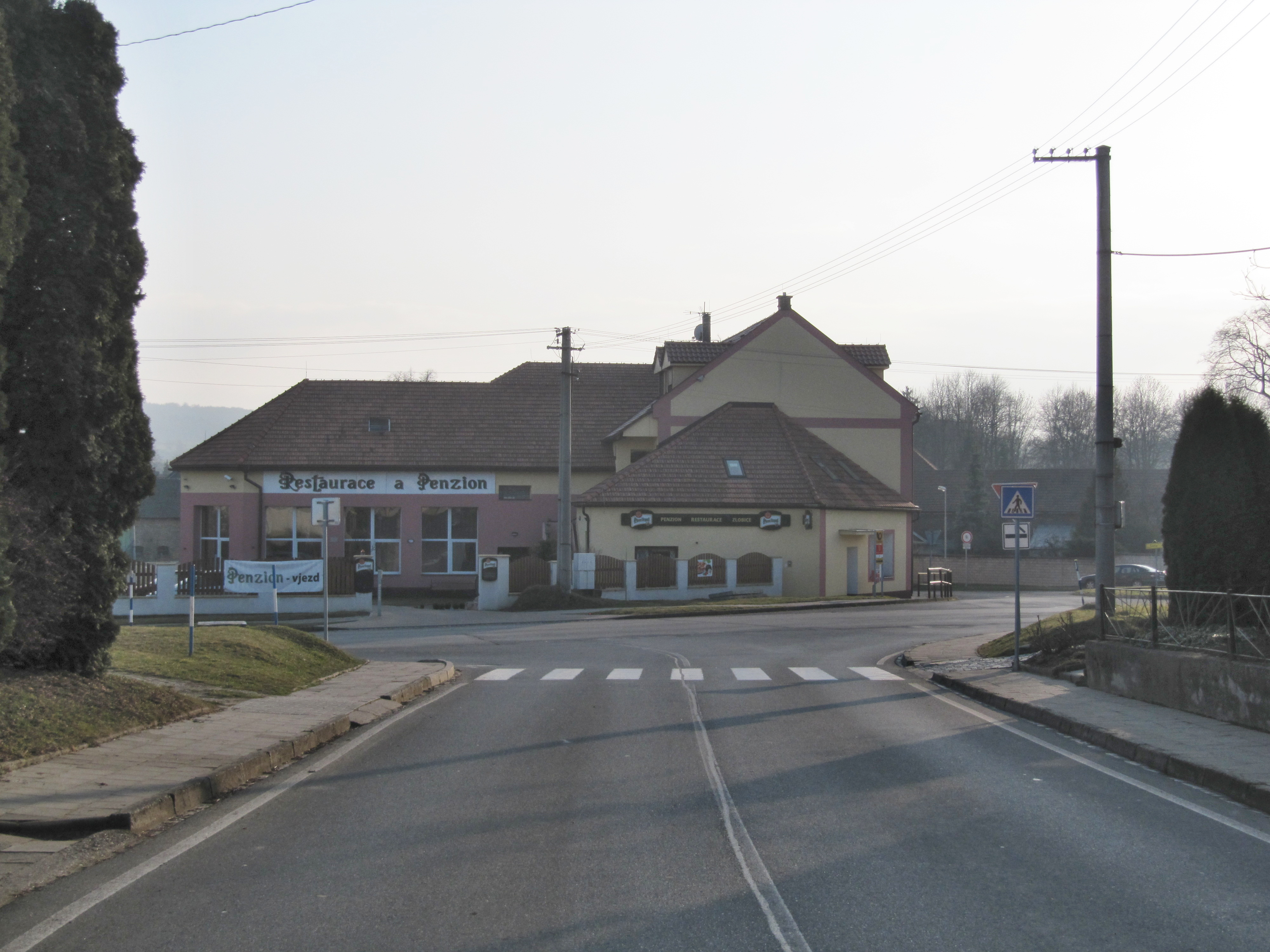
Penzion
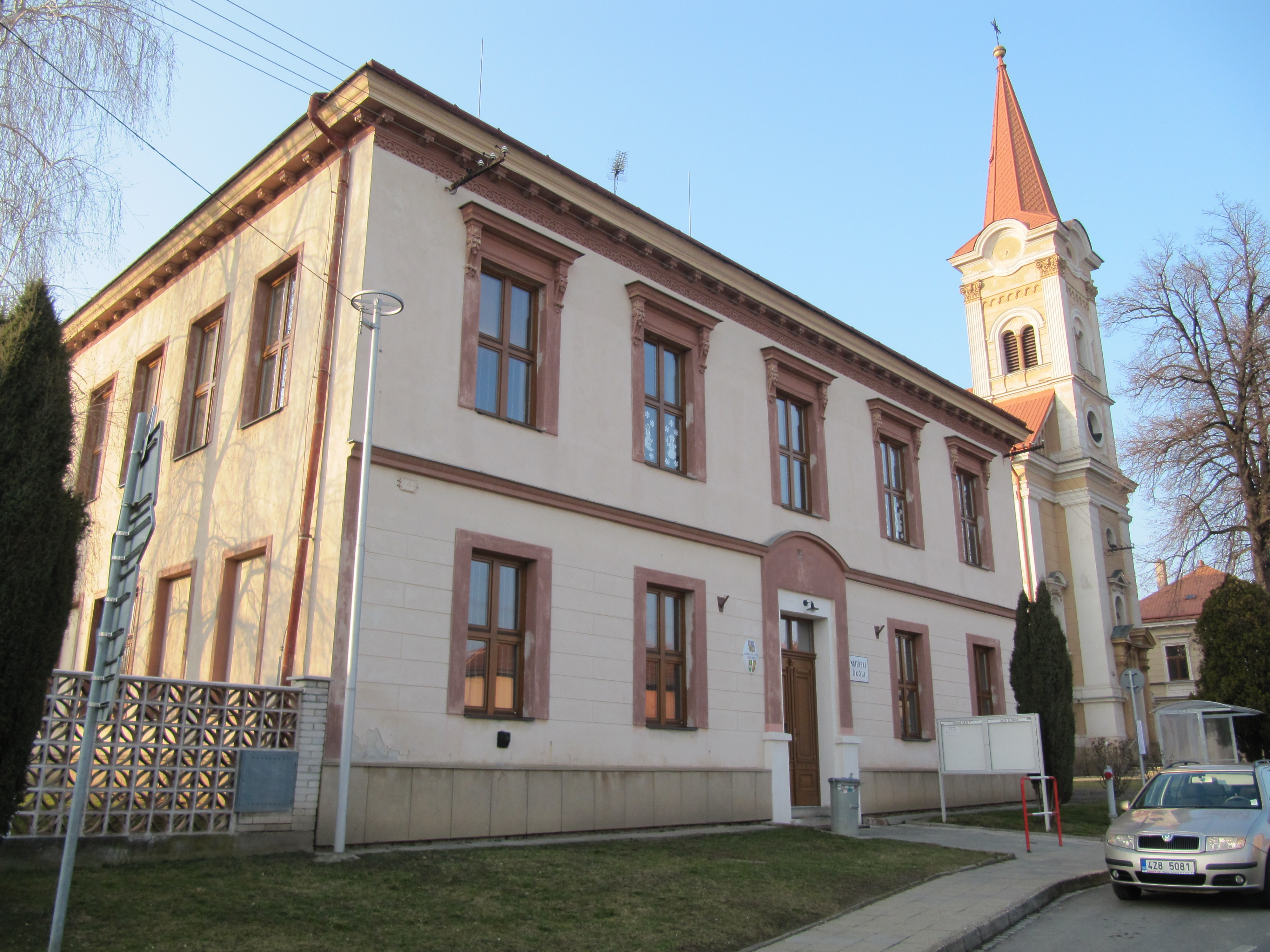
Obecní úřad
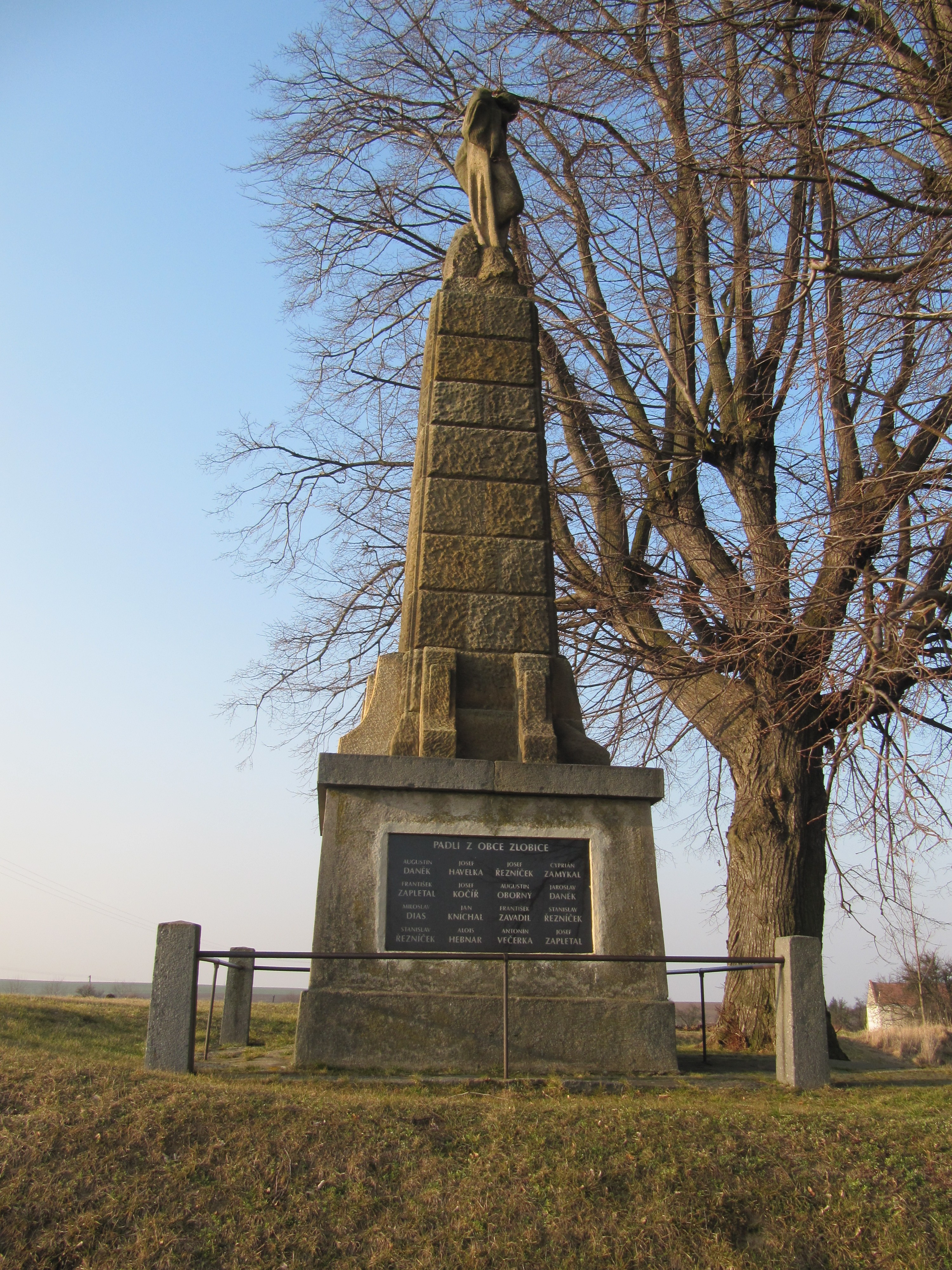
Pomník obětem I. sv. války